# Shepherd's Bush (métro de Londres)
Shepherd's Bush (prononcez [ˈʃepʰəːdz buʃ]) est une station du métro de Londres. Sur la Central line, elle est située entre les stations White City et Holland Park dans la zone 2 de la Travelcard. C'est aussi la gare la plus proche de Westfield, le plus grand centre commercial de Londres.
Une station complètement distincte du métro de Londres, appelée Shepherd's Bush Market, se trouve non loin sur la Hammersmith & City line. Les deux stations sont toutes les deux dans le voisinage du Shepherd's Bush dans l'ouest de Londres, et sont à quelques pas l'une et l'autre des extrémités du Shepherd's Bush Common. La zone autour de ces stations sont des endroits où l'on trouve plusieurs lieux populaires de concert, et le Loftus Road, qui accueille le club de football Queens Park Rangers F.C..

## Histoire
La station fut ouverte le 30 juillet 1900, et était à l'origine le terminus ouest de la ligne centrale du métro de Londres (Central London Railway (CLR)). On trouvait au nord de la station la centrale électrique de la CLR et le dépôt de Wood Lane, auquel on accédait à l'origine par un tunnel à voie unique. Ce tunnel se terminait à l'ouest de la station par une voie d'évitement sans issue dans l'autre sens, avec une liaison vers l'autre tunnel. Lorsque la station Wood Lane, maintenant désaffectée, ouvrit au nord en 1908, une boucle fut créée, en connexion vers le tunnel direction ouest.
Depuis 2008, elle assure les correspondances avec la nouvelle gare de Shepherd's Bush, qui se trouve sur la West London Line du London Overground.

## Projets

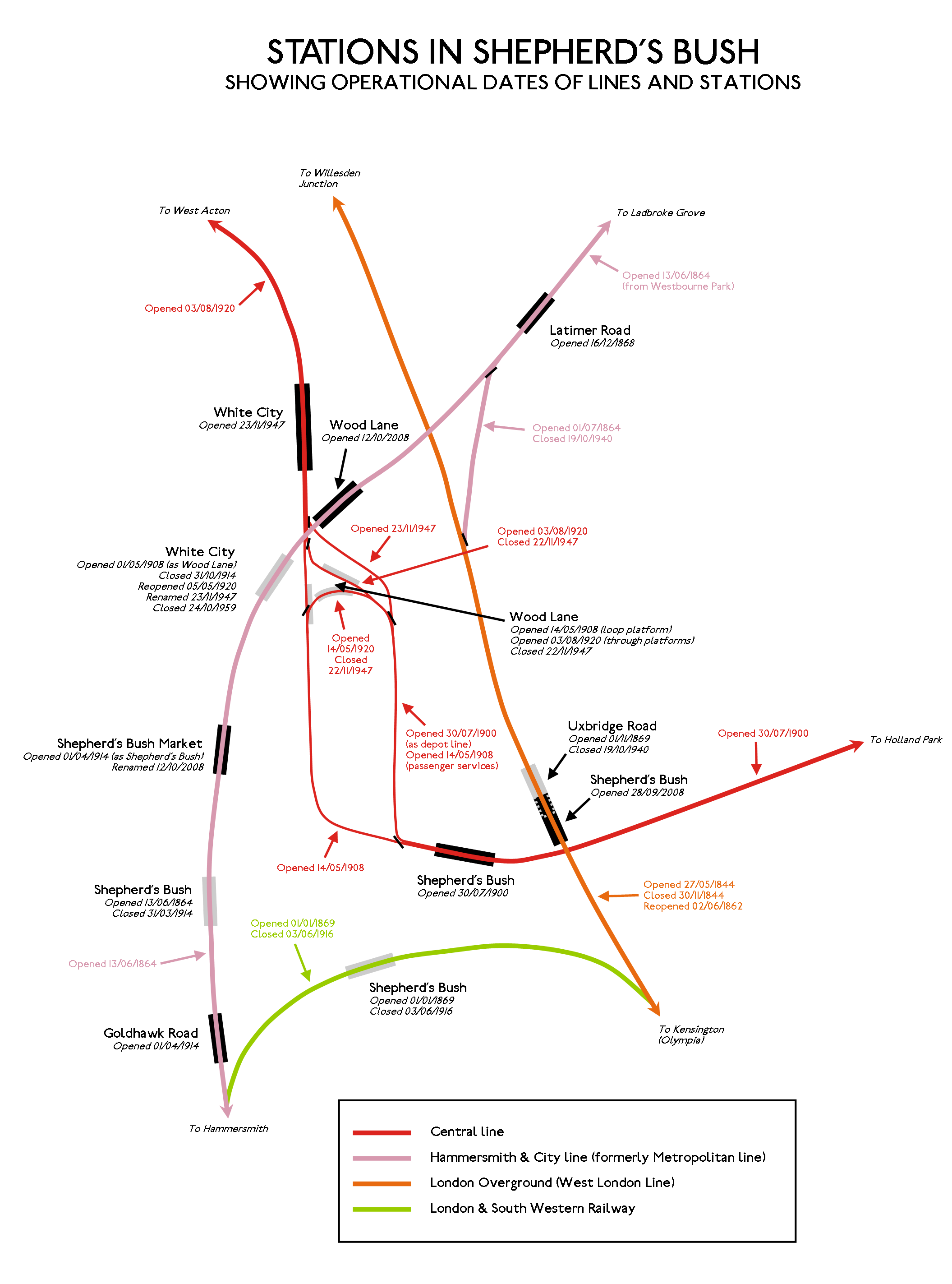
Situation de la station Shepherd's Bush de la Central Line et des stations aux environs

## À proximité
- Shepherd's Bush